# Relációs elmélet
A fizikában és a filozófiában a relációs elmélet az az eljárás, melynek során a valóságot, vagy egy fizikai rendszert más tulajdonságokhoz vagy tárgyakhoz viszonyított tulajdonságaik alapján próbálunk megérteni. A relációs módszer szerint a tér csak a benne lévő tárgyak által létezik.
Másik lehetőség az abszolút elmélet, mely szerint a tér attól függetlenül létezik, hogy találhatóak benne tárgyak vagy sem.
A relációs gondolkodásmódot Gottfried Wilhelm Leibniz, Ernst Mach (a Mach elvben) vezette be, ugyanakkor Isaac Newton elutasította. Noha Albert Einstein elfogadta a Mach elvet, nem tudta az általános relativitáselméletbe beilleszteni azt. Számos szerző, például a Brans-Dicke elmélet igyekezett később a Mach elvre épülő elméletet kidolgozni, mindmáig sikertelenül.
A kvantummechanika egy új ága, a hurok kvantumgravitáció újraélesztette a relációs látásmódot.